# Jessica Yeaton
Jessica Yeaton (* 21. November 1991 in Perth) ist eine australische und ehemals US-amerikanische Skilangläuferin.

## Werdegang
Yeaton startete im November 2011 in West Yellowstone erstmals bei der US Super Tour und belegte dabei den 29. Platz über 5 km klassisch und den 23. Rang über 10 km Freistil. Im Sommer 2013 nahm sie am Skilanglauf-Australia/New-Zealand-Cup 2013 teil. Dabei erreichte sie vier Podestplatzierungen, darunter einen Sieg und kam damit auf den zweiten Platz in der Gesamtwertung. Ab der Saison 2014/15 startet sie für die Australien. Im Sommer 2014 errang sie wie im Vorjahr mit vier Podestplatzierungen den zweiten Platz in der Gesamtwertung des Australia/New-Zealand-Cups. Ihren besten Resultate bei der Winter-Universiade 2015 in Štrbské Pleso waren der 13. Platz in der Mixed-Staffel und der achte Platz im Sprint. Im Februar 2015 debütierte sie in Östersund im Skilanglauf-Weltcup und belegte dabei den 65. Platz über 10 km Freistil und den 61. Rang im Sprint. Bei den Nordischen Skiweltmeisterschaften 2015 in Falun gelang ihr der 60. Platz über 10 km Freistil, der 50. Rang im Sprint, der 18. Platz zusammen mit Casey Wright im Teamsprint und der 14. Platz mit der Staffel. Im folgenden Jahr errang sie bei der Ski Tour Canada den 46. Platz. Im Februar 2017 holte sie in Pyeongchang mit dem 30. Platz im Sprint und dem 24. Platz im Skiathlon ihre ersten Weltcuppunkte. Ihre besten Platzierungen bei den Nordischen Skiweltmeisterschaften 2017 in Lahti waren der 33. Platz im 30-km-Massenstartrennen, der 17. Rang zusammen mit Katerina Paul im Teamsprint und der 15. Platz mit der Staffel und bei den Olympischen Winterspielen 2018 in Pyeongchang waren 41. Platz über 10 km Freistil und der 12. Platz zusammen mit Barbara Jezeršek im Teamsprint.
In der Saison 2018/19 belegte Yeaton bei der US Super Tour dreimal den zweiten und einmal den dritten Platz. Zudem holte sie in Lake Placid über 5 km Freistil ihren ersten Sieg in dieser Rennserie und errang zum Saisonende den dritten Platz in der Gesamtwertung. Ihr bestes Resultat bei den Nordischen Skiweltmeisterschaften 2019 in Seefeld in Tirol war der 22. Platz im Skiathlon. In der Saison 2019/20 gewann sie den American Birkebeiner und belegte den 38. Platz bei der Tour de Ski 2019/20. In der Saison 2021/22 errang sie bei der Tour de Ski 2021/22 den 42. Platz und nahm bei den Olympischen Winterspielen 2022 in Peking an fünf Rennen teil. Ihre besten Resultate dabei waren der 31. Platz im Skiathlon und der 16. Rang im Teamsprint.

## Siege bei Continental-Cup-Rennen
| Nr. | Datum            | Ort             | Disziplin                    | Serie                     |
| --- | ---------------- | --------------- | ---------------------------- | ------------------------- |
| 1.  | 18. August 2013  | Perisher Valley | 5 km Freistil                | Australia/New Zealand Cup |
| 2.  | 17. August 2014  | Falls Creek     | 10 km klassisch              | Australia/New Zealand Cup |
| 3.  | 25. Januar 2019  | Lake Placid     | 5 km Freistil                | US Super Tour             |
| 4.  | 22. Februar 2020 | Hayward         | 50 km Freistil Massenstart 1 | US Super Tour             |

## Teilnahmen an Weltmeisterschaften und Olympischen Winterspielen

### Olympische Spiele
- 2018 Pyeongchang: 12. Platz Teamsprint Freistil, 41. Platz 10 km Freistil, 42. Platz 30 km klassisch Massenstart, 48. Platz Sprint klassisch, 50. Platz 15 km Skiathlon
- 2022 Peking: 16. Platz Teamsprint klassisch, 31. Platz 15 km Skiathlon, 43. Platz 30 km Freistil Massenstart, 51. Platz 10 km klassisch, 52. Platz Sprint Freistil

### Nordische Skiweltmeisterschaften
- 2015 Falun: 14. Platz Staffel, 18. Platz Teamsprint Freistil, 49. Platz Sprint klassisch, 59. Platz 10 km Freistil
- 2017 Lahti: 15. Platz Staffel, 17. Platz Teamsprint klassisch, 32. Platz 30 km Freistil Massenstart, 45. Platz Sprint Freistil, 47. Platz 10 km klassisch
- 2019 Seefeld in Tirol: 22. Platz 15 km Skiathlon, 31. Platz 30 km Freistil Massenstart, 38. Platz Sprint Freistil, 39. Platz 10 km klassisch